# Jean-Denis Barbié du Bocage
Jean-Denis Barbié du Bocage (Parigi, 28 aprile 1760 – Parigi, 28 dicembre 1825) è stato un geografo e cartografo francese, preside della Facoltà di Lettere di Parigi e membro dell'Institut de France.

## Biografia
Proveniente da una famiglia borghese originaria della Normandia, orfano di un padre architetto e incisore dall'età di 9 anni, studiò al Collège Mazarin e lavorò per qualche tempo nello studio di un procuratore dove lo aveva indirizzato sua madre, che lo destinava all'avvocatura, prima di diventare, nel 1777, l'unico allievo di Jean-Baptiste Bourguignon d'Anville, primo geografo del re, membro dell'Académie des inscriptions et belles-lettres (1754) e dell'Académie royale des sciences, che lo iniziò alla geografia. Nel 1786 Barbié du Bocage integrerà nella mappa di M. d'Anville le nuove scoperte fatte fino a quell'epoca.
Nel 1780, a 20 anni, regnando Luigi XVI, Barbié du Bocage iniziò la sua carriera come addetto al ministero degli affari esteri che era diretto allora da Charles Gravier. Nel 1785 fu assegnato al Cabinet des Médailles della Biblioteca del re, diretto allora dall'abate Barthélémy. Fu lui a preparare le carte per il Voyage du jeune Anarchis scritto da quest'ultimo. Nel 1792 fu incaricato della parte geografica della stessa biblioteca, da cui fu cacciato sotto il Terrore, dopo essere stato imprigionato come sospetto il 2 settembre 1793.
Passato indenne sotto il Terrore, nel 1797 fu nominato, dal Direttorio, membro del consiglio di geografia dell'ufficio catastale del ministero dell'Interno. Sotto il Consolato, nel 1802, passò al ministero della guerra dove fu incaricato di vari lavori geografici, tra cui la carta della Morea per Bonaparte, allora Primo console, che l'avrebbe fatta mettere sotto sigillo per mantenerne l'uso esclusivo. Dal 1803 al 1809 fu geografo e capo dell'archivio geografico del Ministero degli Affari Esteri (guidato da Talleyrand fino al 1807). Nel 1804 disegnò una Carta d'Europa per la pubblica istruzione. Nel 1806 creò la Carta del Principato di Benevento per Talleyrand, che era stato creato da Napoleone principe di questo piccolo Stato senza sbocco sul mare, enclave dello Stato Pontificio nel Regno di Napoli. Nello stesso anno fu anche incaricato di redigere la grande carta di Francia per i Ponts et Chaussées.
Sotto il Primo Impero fu eletto membro ordinario della Classe di Storia e Letteratura Antica dell'Institut de France. In questa occasione, Talleyrand, membro della stessa Accademia dove Barbié du Bocage ritrova anche Choiseul-Gouffier, salutava la "giustezza del suo spirito" e "l'estensione delle sue conoscenze". L'Istituto imperiale di scienze, lettere e arti riuniva, alla fine dell'Impero, i principali studiosi e artisti dell'epoca. Nella terza classe (storia e letteratura antiche), Barbié du Bocage sedeva così, nel 1810, a fianco di Boissy d'Anglas, Giuseppe Bonaparte, Pierre Daunou, Antoine-Isaac Silvestre de Sacy tra gli altri.

Carte générale de la Grèce et d'une grande partie de ses colonies, tant en Europe qu'en Asie, pour le Voyage du jeune Anacharsis (1811)

Nel 1809 divenne il primo professore di geografia antica e moderna della Facoltà di Lettere di Parigi, poi decano della Sorbona nel 1815. Insegnò anche alla École normale.
Fu nominato cavaliere Legion d'onore nel 1814, membro dell 'Académie des inscriptions et belles-lettres nel 1816, fece parte di varie accademie straniere  e dal 1819 della Società reale degli antiquari di Francia, che presiedette nel 1820 e nel 1824.
Fu uno dei 217 fondatori nel 1821 della Société de Géographie e fu eletto membro dell'ufficio della Commissione centrale al fianco di Conrad Malte-Brun, Alexander von Humboldt, Jean-François Champollion e Georges Cuvier.
Specialista di cartografia dell'antichità, collaborò con quasi tutte le imprese geografiche di una certa importanza fatte ai suoi tempi e raccolse un'importante collezione di carte e di documenti geografici, e una biblioteca di 1200 libri che sarà venduta, dopo la sua morte, nel maggio 1826. È conosciuto soprattutto per il suo Atlante del Viaggio del giovane Anacharsis in Grecia e per le sue mappe, nel 1782 (per il primo volume) e nel 1824 (per il secondo volume), del Viaggio pittoresco in Grecia di Choiseul-Gouffier.
Riposa nel Cimitero di Père-Lachaise.

## Pubblicazioni
- Recueil des cartes géographiques, plans, vues et médailles de l'ancienne Grèce, relatifs au voyage du jeune Anacharsis, précédé d'une analyse critique des cartes, 1788.
- Analyse de la carte des marches et de l'Empire d'Alexandre Le Grand, 1804.
- Dictionnaire géographique critique des lieux mentionnés dans les ouvrages de Salluste, 1813.
- Précis de géographie ancienne, 2 vol., 1827.
- Description topographique et historique de la plaine d'Argos et d'une partie de l'Argolide, 1834.